# Viðareiði, Fugloy és Svínoy egyházközség
Viðareiði, Fugloy és Svínoy egyházközség (feröeriül: Viðareiðis, Fugloyar og Svínoyar sókna kommuna) egy megszűnt község (polgári egyházközség) Feröeren. Fugloy és Svínoy szigeteket, valamint Viðoy északi részét foglalta magába.

## Történelem
A község 1908-ban jött létre Norðoyar egyházközség szétválásával.
1913-ban szétvált Viðareiði egyházközségre, valamint Fugloy és Svínoy egyházközségre, és ezzel megszűnt.

## Önkormányzat és közigazgatás

### Települések
| Település          | Mióta a község része | Előző község          | Meddig a község része | Következő község              | Megjegyzés |
| ------------------ | -------------------- | --------------------- | --------------------- | ----------------------------- | ---------- |
| Depil              | 1908                 | Norðoyar egyházközség | 1913                  | Viðareiði község              |            |
| Hattarvík          | 1908                 | Norðoyar egyházközség | 1913                  | Fugloy és Svínoy egyházközség |            |
| Hvannasund         | 1908                 | Norðoyar egyházközség | 1913                  | Viðareiði község              |            |
| Kirkja             | 1908                 | Norðoyar egyházközség | 1913                  | Fugloy és Svínoy egyházközség |            |
| Múli               | 1908                 | Norðoyar egyházközség | 1913                  | Viðareiði község              |            |
| Norðdepil          | 1908                 | Norðoyar egyházközség | 1913                  | Viðareiði község              |            |
| Norðtoftir         | 1908                 | Norðoyar egyházközség | 1913                  | Viðareiði község              |            |
| Svínoy (település) | 1908                 | Norðoyar egyházközség | 1913                  | Fugloy és Svínoy egyházközség |            |
| Viðareiði          | 1908                 | Norðoyar egyházközség | 1913                  | Viðareiði község              |            |